# Тесто-Ферри, Клод
Клод Тесто-Ферри (фр. Claude Testot-Ferry; 1773—1856) — французский военный деятель, генерал-майор (17 декабря 1826 года), барон Ферри и Империи (декрет от 7 марта 1814 года, патент подтверждён 27 января 1815 года), участник революционных и наполеоновских войн.

## Биография
Родился в старой аристократической семьи Бургундии. В 16 лет поступил на военную службу рядовым солдатом Бретонского егерского полка, после реорганизации королевской армии в 1791 году переименованного в 10-й конно-егерский полк.
В марте 1803 года Первый консул поручил полковнику 10-го конно-егерского Огюсту де Кольберу, в котором продолжал службу Тесто-Ферри, важную дипломатическую миссию — доставить в Санкт-Петербург императору Александру личное письмо от Бонапарта, и разведать обстановку в российской столице, а также убедить царя, что французы придерживаются Амьенского мира, но англичане своими действиями толкают их к войне. Полковник Кольбер, чувствуя потребность в образованном и умном помощнике, который бы помогал ему в этой важной миссии, сделал выбор в пользу своего однополчанина капитана Клода Тесто-Ферри. В ходе этой трудной поездки у них завязались крепкие дружеские отношения. С 9 февраля 1804 года по 10 мая 1808 года был адъютантом генерала Мармона, участвовал в Австрийской кампании 1805 года, в кампании в Далмации, в Испанской кампании.
23 октября 1811 года получил назначение в полк драгун Императрицы. Командовал эскадроном гвардейской кавалерии в сражениях при Лейпциге и Ханау, где был тяжело ранен, получив 22 ранения саблями и пиками. 16 декабря 1813 года получил в командование 1-й полк разведчиков Императорской гвардии. В период «Ста дней» отказался присоединяться к Императору и сопровождал короля Людовика XVIII в Гент.

## Воинские звания
- Бригадир-фурьер (16 мая 1793 года);
- Старший вахмистр (19 июля 1794 года);
- Младший лейтенант (16 января 1796 года, утверждён 4 января 1797 года);
- Лейтенант (30 июня 1799 года, утверждён 20 июля 1800 года);
- Капитан штаба (11 февраля 1802 года);
- Капитан (10 августа 1803 года);
- Командир эскадрона (3 марта 1808 года);
- Майор (13 января 1809 года);
- Полковник (28 ноября 1813 года);
- Генерал-майор (17 декабря 1826 года).

## Награды
- Легионер ордена Почётного легиона (14 марта 1806 года);
- Офицер ордена Почётного легиона (14 апреля 1813 года);
- Командор ордена Почётного легиона (22 декабря 1814 года);
- Кавалер ордена Святого Людовика (23 августа 1814 года).